# Broussaisia arguta
Broussaisia arguta (havajsky kanawao) je keř z čeledi hortenziovité (Hydrangeaceae) a monotypického rodu Broussaisia, endemitní druh Havajských ostrovů. Jméno nese na počest francouzského lékaře Françoise-Josepha-Victora Broussaise. Novější studie naznačují sloučení rodu Broussaisia do rodu hortenzie (Hydrangea). Broussaisia roste v mokrých lesích ostrovů z hlavního řetězce (vyjma Niihau a Kahoolawe), a to v nadmořské výšce 400–1 400 m.
Broussaisia roste jako stálezelený keř až menší strom, dosahuje výšky asi 1,5–3 m, někdy až 6 m. Borka je na povrchu hladká, mírně popraskaná, její zbarvení je šedohnědé. Listy jsou eliptické nebo obvejčité, asi 10–25 cm dlouhé a 4–9 cm široké, mají jemně ozubené okraje. Listy rostou vstřícně nebo přeslenitě, z jedné uzliny vyrůstají dva nebo tři. Svrchu jsou lesklé tmavě zelené, bez chloupků, spodní strana je světlejší, s jemnými chloupky. Rostlina je dvoudomá, květenstvím je chocholík, dlouhý a široký mezi 5–11 cm. Samčí květy mají zelené, růžové nebo fialově modré okvětní lístky. Plodem je menší bobule s průměrem okolo 10 mm. Bobule bývají modravé nebo temně červené, jsou oblíbenou potravou pro místní ptačí druhy.